# Aphodiini
Aphodiini es una tribu de escarabajos de la familia Scarabaeidae. Tiene por lo menos 50 géneros y 410 especies.

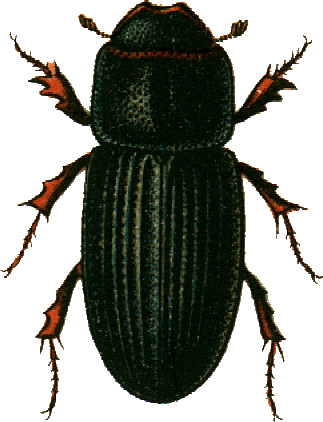
Oxyomus sylvestris

## Géneros
- Acrossus Mulsant, 1842
- Agoliinus Schmidt, 1913
- Agrilinellus Dellacasa, Dellacasa and Gordon, 2008
- Alloblackburneus Bordat, 2009
- Aphodius Illiger, 1798
- Ballucus Gordon and Skelley, 2007
- Blackburneus Schmidt, 1913
- Calamosternus Motschulsky, 1859
- Caligodorus Gordon and Skelley, 2007
- Cephalocyclus Dellacasa, Gordon and Dellacasa, 1998
- Chilothorax Motschulsky, 1859
- Cinacanthus Schmidt, 1913
- Coelotrachelus Schmidt, 1913
- Colobopterus Mulsant, 1842
- Cryptoscatomaseter Gordon and Skelley, 2007
- Dellacasiellus Gordon and Skelley, 2007
- Dialytellus Brown, 1929
- Dialytes Harold, 1869
- Dialytodius Gordon and Skelley, 2007
- Diapterna Horn, 1887
- Drepanacanthoides Schmidt, 1913
- Eupleurus Mulsant, 1842
- Flaviellus Gordon and Skelley, 2007
- Geomyphilus Gordon and Skelley, 2007
- Haroldiellus Gordon and Skelley, 2007
- Heptaulacus Mulsant, 1842
- Hornietus Stebnicka, 2000
- Irrasinus Gordon and Skelley, 2007
- Labarrus Mulsant and Rey, 1870
- Lechorodius Gordon and Skelley, 2007
- Liothorax Motschulsky, 1859
- Luxolinus Gordon and Skelley, 2007
- Maculaphodius Gordon and Skelley, 2007
- Melinopterus Mulsant, 1842
- Mendidius Harold, 1868
- Merogyrus Gordon and Skelley, 2007
- Neotrichonotulus Dellacasa, Gordon and Dellacasa, 2004
- Nialaphodius Kolbe, 1908
- Oscarinus Gordon and Skelley, 2007
- Otophorus Mulsant, 1842
- Oxyomus Dejean, 1833
- Pardalosus Gordon and Skelley, 2007
- Pharaphodius Reitter, 1892
- Planolinellus Dellacasa and Dellacasa, 2005
- Planolinoides Dellacasa and Dellacasa, 2005
- Planolinus Mulsant and Rey, 1870
- Pseudagolius Schmidt, 1913
- Rugaphodius Gordon and Skelley, 2007
- Scabrostomus Gordon and Skelley, 2007
- Schaefferellus Gordon and Skelley, 2007
- Setodius Gordon and Skelley, 2007
- Stenotothorax Schmidt, 1913
- Strigodius Gordon and Skelley, 2007
- Tetraclipeoides Schmidt, 1913
- Teuchestes Mulsant, 1842
- Trichonotulus Bedel, 1911
- Xeropsamobeus Saylor, 1937